# 落蒙万户府
落蒙万户府是元朝在今云南省石林县地设立的一个土司机构。历史上为落蒙部地，宪宗五年（1255年）设落蒙万户府，由大元帅兀良哈台领有，辖原落蒙、落温、师宗和弥勒四部地，至元七年（1270年）落蒙与邻近的罗迦、末迷万户府合并为中路总管府，治落蒙。